# 美麗·誘惑
《美麗·誘惑》 (Young And Beautiful / Jeune et Jolie)是一部以令人深思的手法，探討早熟少女對性態度的法國電影。本片敘述一名17歲少女主要對於青春期所帶來的變化與衝擊，加上家庭與當時社會的影響之下，少女伊莎貝爾藉著援交展開了摸索人生以及與眾不同的成長史。由法蘭索瓦·奧桑所指導，法國新星瑪琳·華特（Marine Vacth）主演，為第66屆坎城影展競賽片、於聖賽巴斯提安國際影展獲得TVE Otra Mirada Award的獎項。台灣於2014年1月10日上映。

## 劇情概要
故事設定主角伊莎貝爾（Marine Vacth飾），生於法國南部，一個衣食不缺但複雜的家庭環境，且父母離異的背景下，以17歲的人生階段前後為人生轉捩點。在年滿17歲後的伊莎貝爾甫進大學，正值人生最精華的歲月，一切似乎是與常人無異的的階段，卻在她一次進入了色情網站後，開啟了另一個身分「莉雅」，也開始她以援交為手段、以自我探索著性慾亦或感情、金錢等各層面的需求。她所遇到的第一個恩客喬治是一位白髮蒼蒼的老翁，也是片中所有出現恩客中年紀最為年邁的。在「莉雅」與喬治於幾次交易後，伊莎貝爾漸漸萌生了原本買賣關係之外的情感，而該老翁亦有自己不可告人的秘密。不久之後，喬治竟在與莉亞激情中暴斃身亡，導致「莉雅」的雙重身份曝光，繼而引發家中的軒然大波。翌年春天，她突然收到喬治的太太短訊，希望拜會丈夫最後迷戀的女孩。兩位女性重回事發的酒店床上，面對來自母親、家人、親戚、警察和心理醫生的問題與壓力，伊莎貝爾的性愛成長日記會如何寫下怎樣的終章？

## 演員陣容
- 瑪琳·華特 (Marine Vacth) 飾演 伊莎貝爾 (Isabelle) / 莉雅（LEA）
- 潔哈汀·佩拉絲 (Géraldine Pailhas) 飾演 西維亞 (Sylvie)/ 伊莎貝爾母親
- 方亭·哈瓦 (Fantin Ravat) 飾演 維克多 (Victor)/ 伊莎貝爾弟弟
- Johan Leysen 飾演 喬治（Georges Ferriere）/伊莎貝爾的第一個恩客
- 夏綠蒂·蘭普林 (Charlotte Rampling) 飾演 Alice/喬治的老婆
- 弗雷德里克·皮耶羅 (Frédéric Pierrot) 飾演 派崔克（Patrick） / 伊莎貝爾繼父
- Jeanne Ruff 飾演 克萊兒（Claire）/ 伊莎貝爾的好友
- Lucas Prisor 飾演 菲利（Felix）/ 伊莎貝貝爾的德國友人
- Laurent Delbecque 飾演 艾力克斯（Alex）/ 伊莎貝爾的男友

## 獎項
- 《美麗·誘惑》入選第66屆坎城影展競賽片。
- 聖賽巴斯提安國際影展獲得TVE Otra Mirada Award的獎項。